# Rhizosomichthys totae
Rhizosomichthys totae es una especie de peces de la familia Trichomycteridae en el orden de los Siluriformes. Conocido como pez graso, runcho.

## Categoría Global
La especie fue categorizada como Extinta
en la Lista Roja de Especies Amenazadas
de UICN (1996).

## Descripción
Cuerpo con una serie de circunvoluciones
de tejido graso bajo la piel que le confiere
una apariencia extraña. Su cuerpo es cilíndrico
con 6 o 7 anillos prominentes circundantes
en el tronco y dos ampollas grandes
en la región occipital, del tamaño aproximado
de la cabeza. Su cola es lisa y comprimida.
Ojos pequeños en posición superior
y sin bordes libres. Boca terminal ancha,
dientes largos numerosos, prominentes y
cónicos. Aletas dorsal y anal redondeadas,
con 9 y 6 radios. Deriva su nombre genérico
de la cobertura gruesa de tejido adiposo
formando anillos circundantes y dos protuberancias
del mismo tejido en la región
nucal. Los machos pueden llegar alcanzar los 13,8 cm de longitud total.

## Distribución geográfica
Endémica de Colombia en el Lago de Tota.

## Población y uso
Se conoce por unos ejemplares capturados
con el holotipo y por otro colectado en
1958 y depositado en el ICN. Desde esta
última fecha no se existen capturas registradas
de la especie.

## Ecología
Prácticamente desconocida. Miles,
quien describió la especie anotó respecto
de su biología “es tal vez el único pez de
agua dulce con una envoltura grasosa de
esta clase, característica presumiblemente
ligada con su modo de vida. A diferencia
de todos los Trichomycterus que viven en
aguas pantanosas, esta especie vive en las
profundidades del Lago, para lo cual, naturalmente,
es indispensable alguna adaptación
especial, si se considera la falta de
luz y la escasez de oxígeno en las aguas estancadas
inferiores a la termoclina, donde
posiblemente no hay intercambio de
corrientes con las capas superficiales”. El
Lago de Tota es de aguas muy transparentes
que no se estratifican térmicamente.
Allí se han registrado lecturas de disco de
Secchi de 20 y 25 m y, por
estas razones se asume una buena oxigenación
de las aguas en las capas profundas
donde vive el pez graso. Se cree que no sobrepasa
los 15 cm de LT, máxima LE registrada
de 13,8 cm.

## Amenazas
El pez graso de Tota no ha vuelto a ser colectado
desde 1958. Tradicionalmente se
señala a la trucha arco iris como la causante
de su extinción, luego de su introducción
al Lago durante los años 40´s del siglo
pasado. En los años 50´s se introdujeron
otras especies de aguas frías para que sirvieran
de forraje a las truchas: la guapucha
(Grundulus bogotensis), el capitán de la sabana
(Eremophilus mutisii) y el goldfish (Carassius
auratus). Las dos primeras se han
establecido en la región con poblaciones
importantes. E. mutisii debe considerarse
como un fuerte competidor con el pez
graso. Es un pariente taxonómico cercano,
con una morfología similar y adaptada a
condiciones bentónicas y puede asumirse
por tanto que posee el mismo nicho ecológico
que R . totae. En este sentido, en caso
de que se confirmarse la extinción esta última
(lo cual parece ser un hecho), deberá
atribuirse a la competencia ecológica con
el capitán de la sabana más que a la trucha,
pues con esta no comparte ni ambientes ni
nicho ecológico.

## Medidas de conservación
Medidas de conservación propuestas. Desde 2002 no se conoce de nuevos esfuerzos por la búsqueda de esta especie en
el Lago de Tota, por tanto se recomienda incentivar su búsqueda.

## Colecciones
Holotipo ICN 353 (+ una cabeza). Topotipo
ICN 354, MCZ 35744, SU 37074.
Localidad tipo
Lago de Tota, Boyacá, Cordillera Oriental
(Colombia).

## Comentarios
Miles (1942) en la descripción original de
la especie se refirió a tres ejemplares enteros
y la cabeza de otro. El holotipo sobre
el cual se basa la descripción de la especie
se encuentra depositado en el ICN, junto
con la cabeza cercenada. La Academia de
Ciencias de California conserva uno de los
ejemplares originales y un cuerpo decapitado,
presumiblemente del mismo espé-
Rhizosomichthys totae Miles 1942
cimen cuya cabeza está depositada en el
ICN. El tercer espécimen de la descripción
se encuentra el Museo de Zoología Comparada
de Harvard. Se sabe además que en la
estación Piscícola de Buga, Valle del Cauca
se encuentran algunos ejemplares depositados
por Cecil Miles. Los primeros ejemplares
de esta especie fueron colectados a
comienzos de 1940 en las playas del Lago
de Tota después de un evento sísmico. Se
presume que el terremoto o alguna otra
causa derivada ocasionaron una la mortalidad
masiva de miles de individuos de la
especie que quedaron flotando en la superficie
del agua. De acuerdo con Miles (1943)
es muy inusual la captura de estos peces.
Es posible que las mortalidades a que se
refirió Miles fueran debidas a depleciones
del oxígeno disuelto en las capas profundas
del agua, como las que ocurren ocasionalmente
en los lagos profundos de África
En 1999 el Instituto de Ciencias Naturales
de la Universidad Nacional y el Museo
Americano de Historia Natural iniciaron
con el auspicio de CORPOBOYACÁ, el
proyecto de investigación: “Búsqueda del
extinto pez graso, Rhizosomichthys totae
, un pez raro del Lago de Tota,
en la cordillera Oriental de Colombia”. En
este proyecto se argumenta que la trucha
a la cual se atribuye la extinción, no es una
especie de profundidad y por tanto incapaz
de alimentarse del pez graso, habitante
del fondo del Lago. En este sentido, la
ausencia de capturas se atribuye al uso de
artes de pesca inapropiados en su búsqueda
y no a la extinción real del pez.
En octubre de 1999 inició la búsqueda de
esta especie, sumergiendo a fondo líneas
de anzuelos y cerca de 100 trampas con
carnadas de carne y pescado en diferentes
sectores del Lago, con resultados infructuosos.
Posteriormente con la colaboración
de CORPOBOYACÁ se incentivó su
búsqueda mediante el pago de recompensas
a los pescadores locales, tampoco se
logró su captura. Luego en noviembre de
2001, los investigadores colocaron redes
agalleras en el fondo del Lago a profundidades
entre los 30 y 60 m. Aun cuando no
se logró la captura de R. totae, sorprendentemente,
se colectaron más de 80 ejemplares
de capitán de la sabana, pariente del
pez graso. Llama la atención la capacidad
hasta ahora desconocida, del capitán de
la sabana colonizar tales profundidades,
extrañas a su hábitat natural de lagunas
y humedales de poca profundidad del altiplano.
Una discusión sobre los inconvenientes
de la aplicación en peces de los
criterios UICN que definen la categoría
Extinta.